# Jakub Pawłowski
Jakub Pawłowski herbu Haugwicz – ławnik świecki w latach 1730–1772.
Jako poseł na sejm konwokacyjny 1733 roku z województwa malborskiego był członkiem konfederacji generalnej zawiązanej 27 kwietnia 1733 roku na tym sejmie.